# 尼克·伍斯特
尼可森·伍斯特（英語：Nickelson Wooster，1960年7月2日—）是一位街頭時尚指標人物。他曾任職於巴尼斯紐約、波道夫·古德曼及尼曼連鎖百貨公司，以及卡爾文·克雷恩、拉夫·勞倫馬球與托姆·布朗恩等品牌。

## 生涯
1960年7月2日，尼克·伍斯特生於堪薩斯州薩利納。16歲時，他便開始在當地的服飾店約瑟夫·P·羅斯父子（Joseph P. Roth and Sons）工作。他在1978年進入堪薩斯大學就讀，主修新聞與廣告學。於1982年畢業後，伍斯特搬至紐約州，在當地接到了一份廣告公司上奇廣告的工作。之後，他成為了薩克斯第五大道連鎖百貨的助理部門經理，並在1984至1985年間擔任紐約雜誌的業務經理。
1987至1993年間，伍斯特先後在巴尼斯紐約及波道夫·古德曼連鎖百貨擔任採購員。1993至1995年間，他為卡爾文·克雷恩時裝擔任銷售經理，並在1995至1996年擔任拉夫·勞倫馬球的設計總監。1996年，他成為美國品牌約翰·巴特萊特（John Bartlett）的總裁。伍斯特於2001年從約翰·巴特萊特離職，並創立了自己的公司伍斯特顧問（Wooster Consultancy）。他於2005年成為品牌蘿莎·尼科爾斯的總銷售經理，之後在2007年轉任詩普蘭迪/埃拉·摩斯的創意服務總監。
伍斯特於2010年成為尼曼連鎖百貨的男性時尚總監，不過經過一年半後，他因為在GQ採訪中的措辭不當而被開除。在2010至2012年間，他為托姆·布朗恩品牌及線上服裝店吉爾特集團擔任顧問。在2012至2013年間，他成為了傑西潘尼連鎖零售企業的資深副總裁。

## 服飾精品
尼克·伍斯特於2012年為美國品牌漢米爾頓1883（Hamilton 1883）設計了襯衫精品。2014至2015年間，他與日本品牌United Arrows兩度聯名。伍斯特也在2014年佛羅倫斯的男裝展Pitti Uomo與義大利時裝Lardini推出聯名系列。2015年，他同樣在Pitti Uomo推出與瑞典品牌The White Briefs設計的美麗諾羊毛套裝聯名系列。

## 個人風格
尼克·伍斯特最著名的是他的量身訂作西裝、八字鬍及手臂上的刺青。他在1994年紋上第一個刺青；大約五年後，他已完成了左手臂上四分之三的刺青。在完成他的左手臂刺青後，他也將右手臂滿了刺青。他的右腿同樣也有紋身。

## 外部連結
- 官方网站